# Avenue Moderne
L'avenue Moderne est une voie située dans le 19e arrondissement de Paris, en France.

## Situation et accès
L'avenue Moderne est une petite voie en impasse qui débute sur la rue du Rhin, dans le prolongement de la rue André-Dubois. Elle est située à proximité de la mairie du 19e arrondissement et du parc des Buttes-Chaumont.
Avec 22 mètres de long, il s'agit de l'une des plus petites avenues de Paris (l'avenue la plus petite étant l'avenue Georges-Risler dans le 16e arrondissement de Paris avec 14 mètres). Avec 18,05 mètres de large, elle possède une forme quasiment carrée. La fin de l'avenue se prolonge toutefois par une voie piétonne permettant d'accéder à différents bâtiments.

## Origine du nom
L'origine du nom de cette voie n'est pas indiquée dans les ouvrages consultés.

## Historique
Cette voie en impasse est ouverte sous sa dénomination actuelle en 1903, sur l'emplacement de l'ancien « parquet aux moutons », un marché aux bestiaux.